# Kooperacyjna gra planszowa

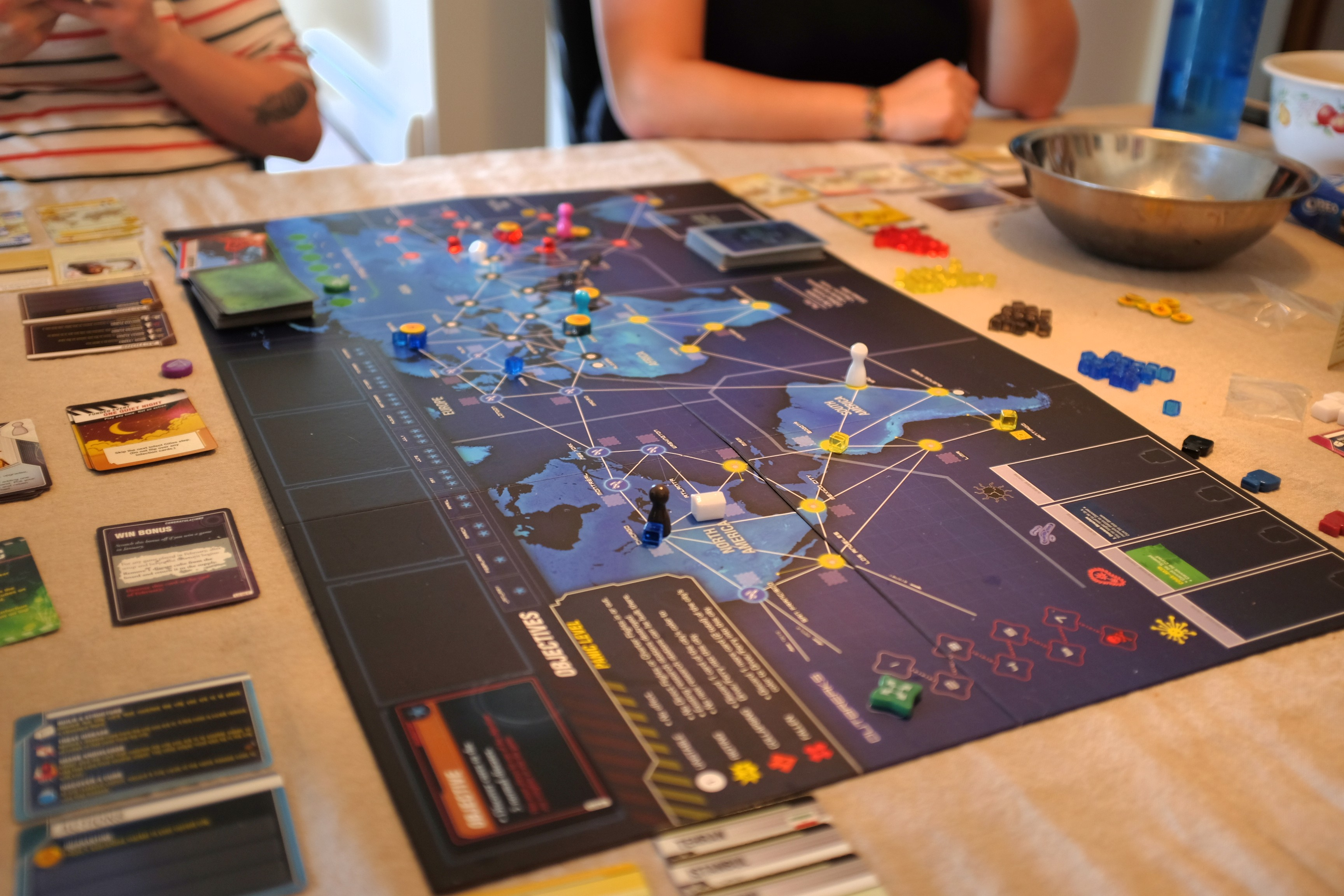
Gra kooperacyjna "Pandemic Legacy"

Kooperacyjna gra planszowa – gatunek gier planszowych, w którym gracze współpracują ze sobą aby osiągnąć cel gry. Zazwyczaj wszyscy gracze razem przegrywają bądź odnoszą zwycięstwo, czasami w grze występuje zdrajca, który jest przeciwnikiem pozostałych graczy.
Przykłady kooperacyjnych gier planszowych to Scotland Yard, Horror w Arkham, Robinson Crusoe: Adventure on the Cursed Island.